# 31-ша добровольча гренадерська дивізія СС
31-ша добровольча гренадерська дивізія СС (нім. 31. SS-Freiwilligen-Grenadier-Division) — німецьке військове формування, гренадерська дивізія у складі військ Ваффен-СС, що брала участь у бойових діях під час Другої Світової Війни. 

## Історія

### Формування
Дивізія була створена 1 жовтня 1944 року на території Угорщини з частин самооборони угорських фольксдойче. Крім того в дивізію була включена частина особового складу шкіл військ СС на території протекторату Богемії і Моравії, а також німецький контингент розформованої 23-ї ваффен-гірської дивізії СС «Кама». Нове формування отримало назву 31-ї добровольчої гренадерської дивізії СС «Богемія і Моравія». У ряді документів дивізія також іменувалася «Бачка». Формування дивізії проходило в Фюнфкірхені і було закінчено через місяць, звісно, рівень підготовки солдатів залишав бажати кращого. У грудні 1944 року в складі дивізії числилося 11 тисяч чоловік.

### Бойовий шлях
Після недовгого формування частини дивізії були введені до складу 4-го угорського армійського корпусу і перекинуті в район Мохач-Печ. У цьому районі вони брали участь в боях у Поповача, Борці, Фекете Капу. Після цього частини дивізії відступили на північний схід в Печварад, а потім брали участь у боях за район південніше Сек-Сардо. В ході цих боїв дивізія зазнала значних втрат і на початку грудня 1944 року відійшла з Байї в Домбовар. Беручи участь в обороні Домбовара, частини дивізії знову зазнали відчутних втрат і в середині грудня були виведені в південну Штирію. У Штирії вони були розташовані в Марбурзі-на-Драві. У Марбурзі частини дивізії перебували близько місяця.

### 1945
Вже в кінці січня 1945 року абияк поповнена дивізія була відправлена до групи армій «Центр» у Сілезію. Після прибуття в район в Лігнітца до складу дивізії був введений поліцейський полк СС «Бріксен» і вона була відправлена на фронт. Частини дивізії брали участь у наступі на ділянці між Шонау і Гольдбергом, а потім оборонялися в цьому ж районі. Потім вони брали участь в оборонних боях у Мурау і Крейцберга, після чого відступили в Хіршберг, а потім в Кеніггратц. У Кеніггратці частини дивізії здалися Червоній армії.

## Командири дивізії
- Бригадефюрер СС та Генерал-майор Ваффен-СС Густав Ломбард (1 жовтня 1944 — 8 травня 1945)

## Склад дивізії
- 78-й добровольчий гренадерський полк СС
- 79-й добровольчий гренадерський полк СС
- 80-й добровольчий гренадерський полк СС
- 31-й артилерійський полк СС
- 31-й протитанковий батальйон СС
- 31-й саперний батальйон СС
- 31-й батальйон зв'язку СС
- 31-й батальйон фузілерів СС